# 함평자연생태공원
함평자연생태공원은 함평군 일대를 비롯하여 주변 지역에서 멸종위기에 처한 동·식물들을 보존하고, 또 이것을 전시,관람해놓아 자연의 소중함을 일깨워주고자 설립된 생태 체험장이다. 예로부터 함평에는 다양한 종류의 난이 자생하고 있는 곳으로 한국춘란의 최대 분포지역이며 나비가 많이 서식하고 있는 것으로도 잘 알려져 있다. 그래서 이러한 함평의 특징들을 접목시켜 『하늘에는 나비와 잠자리, 땅에는 꽃과 난초, 물에는 수생식물과 물고기』라는 것을 주제로 다양한 생태체험 전시관들을 포함하고 있다.

## 정보
- 위치: 전라남도 함평군 대동면 운교리 500-1번지 일원

## 시설 현황
- 전시관: 한국춘란분류관, 나비 · 곤충표본전시관, 풍란 및 새우란관, 동양란관, 나비 · 곤충애벌레 생태관, 양란전시관, 자생란전시관
- 관람시설: 수서곤충관찰학습장, 자란동산, 우리꽃생태학습장,곤충야외학습장, 독도조형물, 반달가슴곰관찰원, 산삼포 관찰학습장, 자생란군락지 등
- 편의시설: 전망대, 벽천폭포 및 노천폭포, 음수대, 생태연못, 휴게실, 주차장, 화장실, 바닥분수 및 부력분수, 각종 파고다 등
- 청소년야영장: 관리동, 다목적집회장, 취사장, 캠프파이어장, 모험시설 11종 등

## 특징
함평자연생태공원은 캠핑카 시설이 마련되어 있어서 색다른 야영 체험을 할 수 있고, 2008년 11월 18일 환경부가 '서식지외 보전기관'으로 지정하여 나도풍란, 풍란,한란, 지네발란에 대해 보존사업을 집중적으로 실시하고 있다. 또한 초·중등학생을 대상으로 '멸종위기야생동식물 체험학습프로그램'을 운영하고 있어서 학생들이 환경파괴로 인해 멸종위기에 처해있는 동식물들에 대해서 배우고 환경 보존의 중요성을 깨닫게 하는데 그 목적이 있다.